# Prêmio APTR de melhor atriz coadjuvante
O Prêmio APTR de melhor atriz coadjuvante é um dos prêmios oferecidos durante a realização do Prêmio APTR, destinado à melhor atriz coadjuvante do teatro brasileiro.

## Vencedoras e indicadas
| Ano  | Atriz                                | Espetáculo                                     | Ref.   |
| ---- | ------------------------------------ | ---------------------------------------------- | ------ |
| 2007 | Kelzy Ecard                          | Coração Rasgado                                |        |
| 2010 | Patricia Pinho                       | As Meninas                                     | [ 1 ]  |
| 2010 | Claudia Neto                         | Avenida Q                                      | [ 1 ]  |
| 2010 | Solange Badim                        | Oui, Oui... A França É Aqui                    | [ 1 ]  |
| 2010 | Susana Ribeiro                       | Estranho                                       | [ 1 ]  |
| 2011 | Dani Barros                          | Maria do Caritó                                | [ 2 ]  |
| 2011 | Bel Garcia                           | Devassa                                        | [ 2 ]  |
| 2011 | Letícia Colin                        | Hair                                           | [ 2 ]  |
| 2011 | Malu Valle                           | Mente Mentira                                  | [ 2 ]  |
| 2012 | Analu Prestes                        | Um Dia Como os Outros                          | [ 3 ]  |
| 2012 | Analu Prestes                        | Mulheres Sonharam Cavalos                      | [ 3 ]  |
| 2012 | Guida Vianna                         | A Escola do Escândalo                          | [ 3 ]  |
| 2012 | Fabiana Gugli                        | Os 39 Degraus                                  | [ 3 ]  |
| 2013 | Simone Spoladore                     | Depois da Queda                                | [ 4 ]  |
| 2013 | Ana Baird                            | Obsessão                                       | [ 4 ]  |
| 2013 | Fernanda de Freitas                  | O Desaparecimento do Elefante                  | [ 4 ]  |
| 2013 | Marjorie Estiano                     | O Desaparecimento do Elefante                  | [ 4 ]  |
| 2014 | Kelzy Ecard                          | Incêndios                                      | [ 5 ]  |
| 2014 | Clarisse Derzié Luz                  | À Beira do Abismo me Cresceram Asas            | [ 5 ]  |
| 2014 | Adriana Garambone                    | Como Vencer na Vida Sem Fazer Força            | [ 5 ]  |
| 2014 | Suely Franco                         | As Mulheres de Grey Gardens – O Musical        | [ 5 ]  |
| 2015 | Solange Badim                        | As Bodas de Fígaro                             | [ 6 ]  |
| 2015 | Carolina Pismel                      | Beije Minha Lápide                             | [ 6 ]  |
| 2015 | Inez Vianna                          | Como É Cruel Viver Assim                       | [ 6 ]  |
| 2015 | Stella Maria Rodrigues               | Agnaldo Rayol – A Alma do Brasil               | [ 6 ]  |
| 2016 | Graciana Valladares                  | Salina (a última vértebra)                     | [ 7 ]  |
| 2016 | Alice Borges                         | Bilac Vê Estrelas                              | [ 7 ]  |
| 2016 | Camila Amado                         | Electra                                        | [ 7 ]  |
| 2016 | Totia Meireles                       | Nine – Um Musical Feliniano                    | [ 7 ]  |
| 2017 | Juliana Guimarães                    | Sucesso                                        | [ 8 ]  |
| 2017 | Clara Carvalho                       | Anti-Nelson Rodrigues                          | [ 8 ]  |
| 2017 | Luciana Lopes                        | Os Cadernos de Kindzu                          | [ 8 ]  |
| 2017 | Lydia del Picchia                    | Nós                                            | [ 8 ]  |
| 2018 | Letícia Isnard                       | Agosto                                         | [ 9 ]  |
| 2018 | Liza Eiras                           | Hamlet                                         | [ 9 ]  |
| 2018 | Cláudia Ventura                      | Agosto                                         | [ 9 ]  |
| 2018 | Heloísa Jorge                        | O Jornal                                       | [ 9 ]  |
| 2018 | Kelzy Ecard                          | Tom na Fazenda                                 | [ 9 ]  |
| 2019 | Stella Maria Rodrigues               | Romeu e Julieta                                | [ 10 ] |
| 2019 | Stella Miranda                       | O Frenético Dancin Days                        | [ 10 ] |
| 2019 | Georgete Fadel                       | Moliére, uma Comédia Musical de Sabrina Berman | [ 10 ] |
| 2019 | Luisa Arraes                         | Grande Sertão: Veredas                         | [ 10 ] |
| 2019 | Elenco Coletivo Feminino Coadjuvante | Elza                                           | [ 10 ] |
| 2020 | Patrícia Selonk                      | Angels in America                              | [ 11 ] |
| 2020 | Cláudia Ventura                      | A Verdade                                      | [ 11 ] |
| 2020 | Flávia Santana                       | A Cor Púrpura – O Musical                      | [ 11 ] |
| 2020 | Kakau Gomes                          | Merlin e Arthur: Um Sonho de Liberdade         | [ 11 ] |
| 2020 | Lílian Valeska                       | A Cor Púrpura – O Musical                      | [ 11 ] |